# 서신초등학교 (경기)
서신초등학교는 대한민국 경기도 화성시 서신면 매화리에 있는 공립 초등학교이다.

## 학교 연혁
교명 변경
| 1932년 | 12월 1일 | 서신공립보통학교 개교(4년제, 설립인가 6월 12일) |
| 1938년 | 4월 1일  | 교명 변경(서신공립심상소학교)                   |
| 1941년 | 4월 1일  | 교명 변경(서신공립국민학교)                     |
| 1996년 | 3월 1일  | 교명 변경(서신초등학교)                         |

상세 연혁
| 1936년 | 3월 1일   | 제1회 졸업식 거행                                |
| 1982년 | 3월 1일   | 제부분교장 본교로 통합                           |
| 1982년 | 3월 1일   | 병설유치원 개원                                  |
| 1990년 | 3월 2일   | 함산초등학교 폐합                                |
| 2010년 | 7월 7일   | 다목적 실내 체육관 준공                          |
| 2012년 | 3월 1일   | 제21대 심일교 교장 부임                          |
| 2014년 | 10월 31일 | 다목적운동장 준공                                |
| 2015년 | 2월 12일  | 제80회 졸업장 수여식 거행(졸업생누계 6,190명)    |
| 2015년 | 3월 1일   | 본교6, 분교장3, 특수 1학급 편성                  |
| 2015년 | 3월 1일   | 병설유치원 본교 1학급, 분교장 1학급 편성         |
| 2016년 | 3월 1일   | 제22대 한상술 교장 부임                          |
| 2017년 | 2월 10일  | 제82회 졸업장 수여식 거행(졸업생 누계 6,226명)   |
| 2017년 | 3월 1일   | 본교 6, 분교장 1, 특수 1학급 편성                |
| 2017년 | 3월 1일   | 병설유치원 본교 1학급, 분교장 1학급 편성         |
| 2020년 | 3월 1일   | 1946년 9월 1일 개교한 제부분교장 폐교, 본교 병합 |

주요 교육활동
| 2015년 | 3월 1일 | 경기도교육청지정 혁신공감학교                       |
| 2015년 | 3월 1일 | 화성창의지성교육도시 창의지성교육모델학교           |
| 2015년 | 3월 1일 | 경기도화성오산교육지원청 지정 문자해득교육 운영기관 |
| 2017년 | 3월 1일 | 경기도교육청지정 혁신공감학교                       |
| 2017년 | 3월 1일 | 경기도교육청지정 교과특성화학교 운영                |
| 2017년 | 3월 1일 | 경기도교육청 설치 문자해득교육 운영기관(초등 3단계) |
| 2017년 | 3월 1일 | 화성창의지성교육도시 창의지성교육운영학교           |

## 참고 자료
- 서신초등학교 - 한국교육학술정보원 학교알리미